# Dai Dai Ntab
Dai Dai Ntab (Amsterdam, 11 agosto 1994) è un pattinatore di velocità su ghiaccio olandese.

## Biografia
Sua madre è olandese, mentre il padre è di origini senegalesi. Si è formato presso il Johan Cruyff College di Groningen dove ha studiato marketing e comunicazione.
Ai campionati europei di Heerenveen 2020 ha vinto la medaglia d'argento nei 500 metri, terminando la gara alle spalle del russo Pavel Kulizhnikov.

## Palmarès

### Mondiali distanza singola
- 2 medaglie:
  - 1 oro (sprint a squadre a Salt Lake City 2020);
  - 1 bronzo (500 m a Heerenveen 2021).

### Europei
- 2 medaglie:
  - 1 argento (500 m a Heerenveen 2020);
  - 1 bronzo (500 m a Heerenveen 2022).